# Барашевка

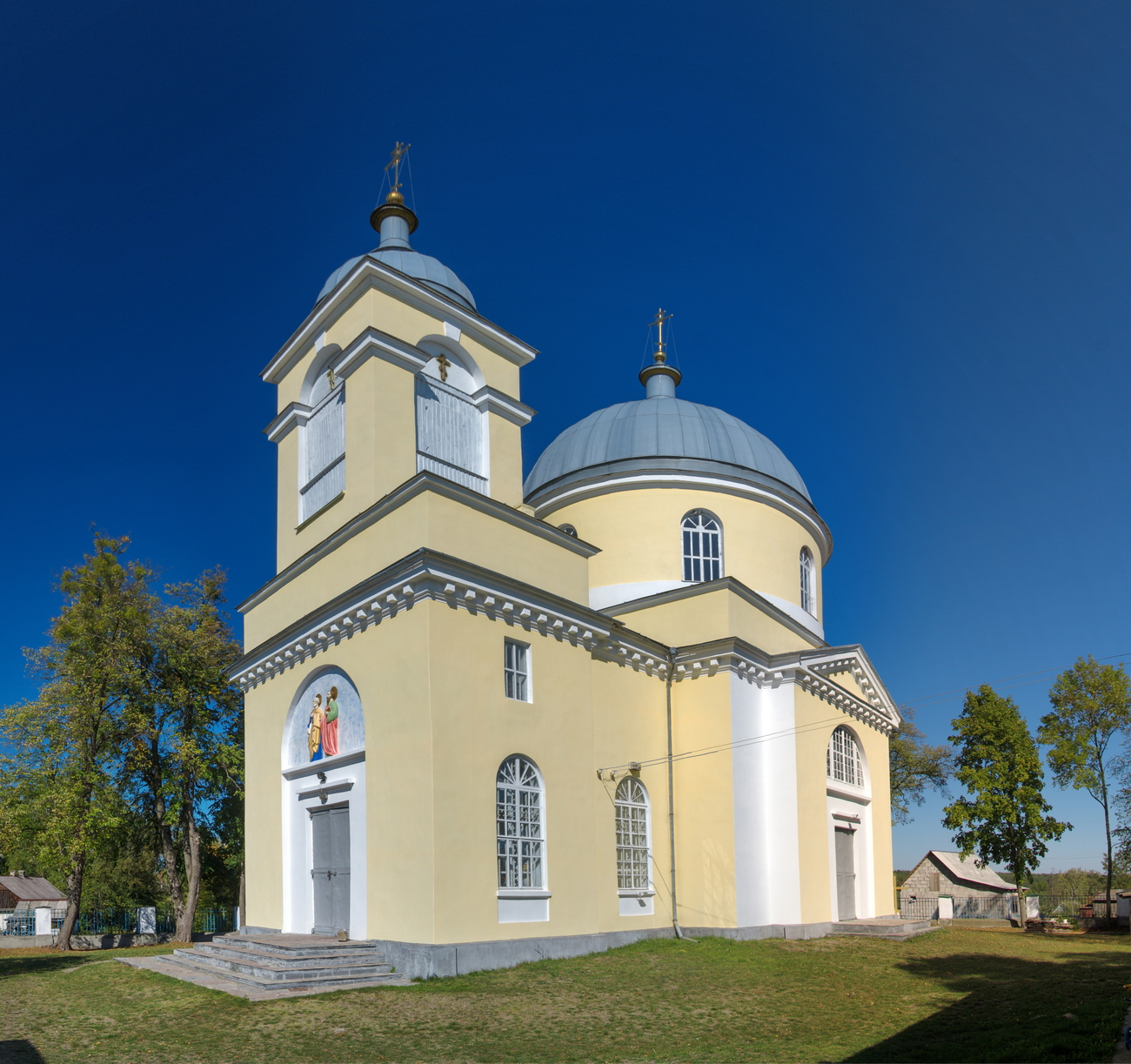
Петропавловская церковь

Барашевка (укр. Барашівка) — село на Украине, основано в 1500 году, находится в Житомирском районе Житомирской области.
Код КОАТУУ — 1822083002. Население по переписи 2001 года составляет 1250 человек. Почтовый индекс — 12416. Телефонный код — 412. Занимает площадь 2,035 км².

## Адрес местного совета
12415, Житомирская область, Житомирский р-н, с. Ивановка, ул. Островского